# PHP Magazin
PHP Magazin — немецкоязычный компьютерный журнал, основной тематикой которого является язык программирования PHP, хотя затрагиваются и другие темы, такие, например, как AJAX. Журнал тиражом 6000 экземпляров (по состоянию на второй квартал 2015 года) выходит раз в два месяца. Издатель — «Software & Support Verlag». Журнал имеется в свободной продаже в Германии (9,80 €), Австрии (10,80 €), Нидерландах (11,25 €), Швейцарии (19,20 Fr) и Люксембурге (11,25 €). К каждому выпуску прилагается CD с примерами и программным обеспечением, упомянутым в статьях.